# 津川武久
津川 武久（つがわ たけひさ、1978年5月20日 - ）は、愛媛県松山市出身のサッカー指導者。

## 来歴
松山ＳＳ（松山サッカースクール）－道後中学校ー松山商業高校ー 松山商業高校時代キャプテンを務めた。
JFA公認C級コーチライセンスを保有。
2007年から地元愛媛FCの下部組織でフィジカルコーチを務め、ユース、ジュニアユース世代などを指導。2013年、トップチームのフィジカルコーチに就任した。2014年、契約満了に伴い退任が発表されたが、2015年1月に再契約を結んだ。
2021年12月17日、ツエーゲン金沢のフィジカルコーチ就任が発表された。
2023年、愛媛FCのフィジカルコーチに復帰した。

## 指導歴
- 2007年 - 2021年 愛媛FC
  - 2007年 - 2012年 アカデミー フィジカルコーチ
  - 2013年 - 2021年 トップチーム フィジカルコーチ
- 2022年 ツエーゲン金沢 トップチーム フィジカルコーチ
- 2023年 - 愛媛FC トップチーム フィジカルコーチ